# Sumatraanse boomekster
De Sumatraanse boomekster (Dendrocitta occipitalis) is een zangvogel uit de familie van de kraaien en het geslacht boomeksters (Dendrocitta). Deze vogel is een endemische soort op Sumatra.
Deze boomekster en de Borneose boomekster (D. cinerascens) werden in de vorige eeuw als ondersoorten beschouwd van de grijsborstboomekster (D. formosae). De Maleise boomekster lijkt ook sterk op deze soorten.

## Verspreiding en leefgebied
Deze vogel komt voor op Sumatra waar het een redelijk algemene vogel is. 

## Status
Er is geen aanleiding te veronderstellen dat de soorten in aantal achteruit gaan. Om deze redenen staan deze boomeksters als niet bedreigd op de Rode Lijst van de IUCN.